# Gerel Simmons
Gerel David Simmons (Accokeek, 14 novembre 1993) è un cestista statunitense.

## Carriera
Dopo il periodo universitario trascorso tra Brevard College e Lincoln Memorial University, Simmons ha iniziato la sua carriera nel 2016 con il Rilski Sportist con cui ha partecipato, oltre che al campionato bulgaro, anche alla Basketball Champions League e alla FIBA Europe Cup. Nel marzo 2017 è approdato nella seconda serie argentina al Ciclista Juninense, poi è rimasto in Sudamerica con il passaggio agli uruguaiani del Verdirrojo di Montevideo dove è stato il miglior realizzatore della lega con 27,9 punti di media in 25 presenze. Nel novembre dello stesso anno è volato in Montenegro per giocare con il KK Ibar della cittadina di Rožaje con cui ha messo a referto 25,8 punti in 6 gare di Lega Balcanica. Tra il 2018 e il 2019 la sua carriera è proseguita in Libia, con Al-Ittihad Tripoli e Al-Ahli Tripoli.
Nella stagione 2019-2020 ha giocato in Islanda nell'UMF Tindastóll e in Senegal nell'AS Douane. Nella stagione seguente ha disputato la seconda serie tedesca con gli Artland Dragons, quindi nel maggio 2021 è stato inserito nel roster del San Carlos in Repubblica Dominicana.
Nel 2021-2022 ha iniziato l'annata in Liga LEB Oro all'Alicante, prima del trasferimento all'Apollon Patrasso nella A1 greca avvenuto nel febbraio 2022. Nel paese ellenico ha chiuso il torneo con 13,8 punti di media.
Durante la stagione 2022-2023 si è diviso tra i cechi del Nymburk e, da dicembre, i tedeschi del Brose Bamberg. Nell'agosto 2023 è tornato in Grecia, questa volta per vestire la canotta del Kolossos Rodi, con Kolossos Rodou, ma a novembre è passato ai turchi del Mersin, con cui ha segnato 17,4 punti a partita contribuendo al raggiungimento della promozione del club dalla seconda alla prima serie nazionale. È stato confermato in rosa anche per la stagione 2024-2025, trascorsa appunto in Basketbol Süper Ligi fino a quando, il 12 gennaio, ha disputato la sua ultima gara con la formazione giallonera.
Il 4 febbraio 2025 è stato ufficialmente ingaggiato dal Gruppo Mascio Orzinuovi, società che in quel momento occupava il sedicesimo posto nel campionato di Serie A2 2024-2025 e che aveva recentemente perso per infortunio l'americano Jazz Johnson. Simmons ha concluso la stagione con una media di 14,2 punti nelle tredici partite rimanenti.